# Birgit Lindberg
Birgit Lindberg, född 27 maj 1938 i Stockholm, död 4 augusti 2023 i Umeå, var en svensk jazzpianist och kompositör. Hon var verksam under 1950- och det tidiga 1960-talet och återkom till jazzmusiken under 1990-talet. Bland albumutgåvorna finns My Foolish Heart och Damn the Cat.

## Biografi
Föräldrarna ville att dottern skulle sikta mot en karriär som konsertpianist. Hon sökte till Kungliga musikakademien vid sexton års ålder men kom inte in. Därefter kom hon med några vänner att besöka Nalen, innan hon egentligen visste vad jazz var för något. Hon inspirerades tidigt av bland annat Gerry Mulligan och började själv spela piano på Nalen, så småningom som huspianist. Detta väckte viss uppmärksamhet, eftersom inte många dåtida jazzpianister var kvinnor.
Lindberg kom även att fungera som kapellmästare på Chinateatern i Stockholm. Under den tidiga jazzkarriären delade hon scen med sångerskor som Lill-Babs och Siw Malmkvist.
På 1960-talet avbröt hon 24 år gammal sin jazzkarriär, mitt under en turné, i Lycksele. Avbrottet ledde till ett giftermål, där hon kom att föda nio barn. Hon utbildade sig även till musiklärare.
Avbrottet från jazzkarriären blev 30 år långt. I slutet av 1990-talet återkom Lindberg till jazzmusiken, bland annat efter ett möte med gitarristen Anders Färdal. De båda kom att samarbeta på flera skivor. 1999 släpptes den första skivan i hennes eget namn – My Foolish Heart. Senare har kommit skivor som Some Other Time (med Jan Adefelt) och Damn that Cat.
På senare år var Lindberg baserad i Umeå, där hon var en profil inom det lokala musiklivet. Hon avled 2023, 85 år gammal.

## Diskografi (urval)
- My Foolish Heart (1999)
- Some Other Time (Sonoconsult Sc 902, 2009), tillsammans med Jan Adefelt[9]
- Damn that Cat (2015), tillsammans med Anders Färdal

## Utmärkelser (urval)
- 2006 – Minervastipendiet (Umeå kommun)[10]
- 2010 – Hedersstipendiat (Västerbottens läns landsting)[11]
- 2018 – Stiftelsen Ejnar Westlings Understödsfond[12]
- 2018 – Årets hedersgäst vid Umeå Jazzfestival[13]
- 2021 – Svensk Jazz hedersutmärkelse för livslång insats[14]